# Сеник, Ирина Михайловна
Ирина Сеник (укр. Ірина Михайлівна Сеник; 8 июня 1926, Львов — 25 октября 2009, Борислав) — украинская поэтесса, медсестра, член Организации украинских националистов (ОУН), советский диссидент. Она прошла через сталинские лагеря, как и её мать и брат. Сеник входила в состав Украинской Хельсинкской группы и была почётным членом Международного ПЕН-клуба.

## Биография
Ирина Сеник родилась 8 июня 1926 года во Львове, в семье Михаила и Марии Сеник.
С 1939 года она являлась членом молодёжного отделения Организации украинских националистов (ОУН), а в 1941 году стала её полноправным членом, работая в областном отделе пропаганды. Она училась в народной школе «Родной школе» имени короля Даниила и частной девичьей гимназии Ильи и Иванны Кокорудзив (Украинское педагогическое общество) до поступления в 1944 году во Львовский университет, где училась на факультете иностранных языков (английская филология).
В декабре 1945 года, будучи студенткой Львовского университета, Сеник была арестована по обвинению в «измене Родине» (статья 54-1а УК УССР) и «участии в контрреволюционной организации» (статья 54-11), будучи заключённой в тюрьму на Лонцкого. В 1946 она была приговорена к 10 годам лагерей (отбывала их в Озерлаге, Ангарлаге и Иркутской области) и пожизненной ссылке по обвинению в связях с Украинской повстанческой армией. Несмотря на все лагерные запреты, Сеник продолжала писать стихи, чем занималась с девяти лет, тайно записывая их на клочках бумаги. В лагере она научилась вышивать изделия на религиозные темы. Сеник вышла из лагеря в 1956 году со второй группой инвалидности и была сослана в Сибирь, в Анжеро-Судженск (Кемеровская область). Срок её ссылки истёк в 1968 году.
После ссылки Сеник обосновалась в Ивано-Франковске, так как вернуться во Львов она не могла. Непродолжительное время она работала медсестрой в тюремной туберкулёзной больнице. Она познакомилась с Вячеславом Черноволом, Валентином Морозом и другими активистами движения сопротивления русификации и национальной дискриминации украинского народа. Сеник также участвовала в распространении самиздата. В декабре 1969 года она подписала заявление 16 бывших политзаключённых «Опять камерные дела?» на имя председателя Президиума Верховного совета Украинской ССР, направленное против практики осуждения в местах лишения свободы. Заявление было опубликовано в первом номере «Украинского вестника» от 1970 года и передано по радио «Свобода».
В 1972 году Сеник, работавшая тогда медсестрой, была арестована и приговорена к шести годам лагерей и пяти годам ссылки с предполагаемой датой освобождения 17 ноября 1983 года. Она отбывала наказание в мордовском лагере, где стала инвалидом, сломав руку во время аварии на каменоломне. В 1979 году, будучи в ссылке, она стала членом Украинской Хельсинкской группы. Сеник также была почётным членом Международного ПЕН-клуба, а в 1987 году подписала декларацию Украинской ассоциации независимой творческой интеллигенции.

## Награды

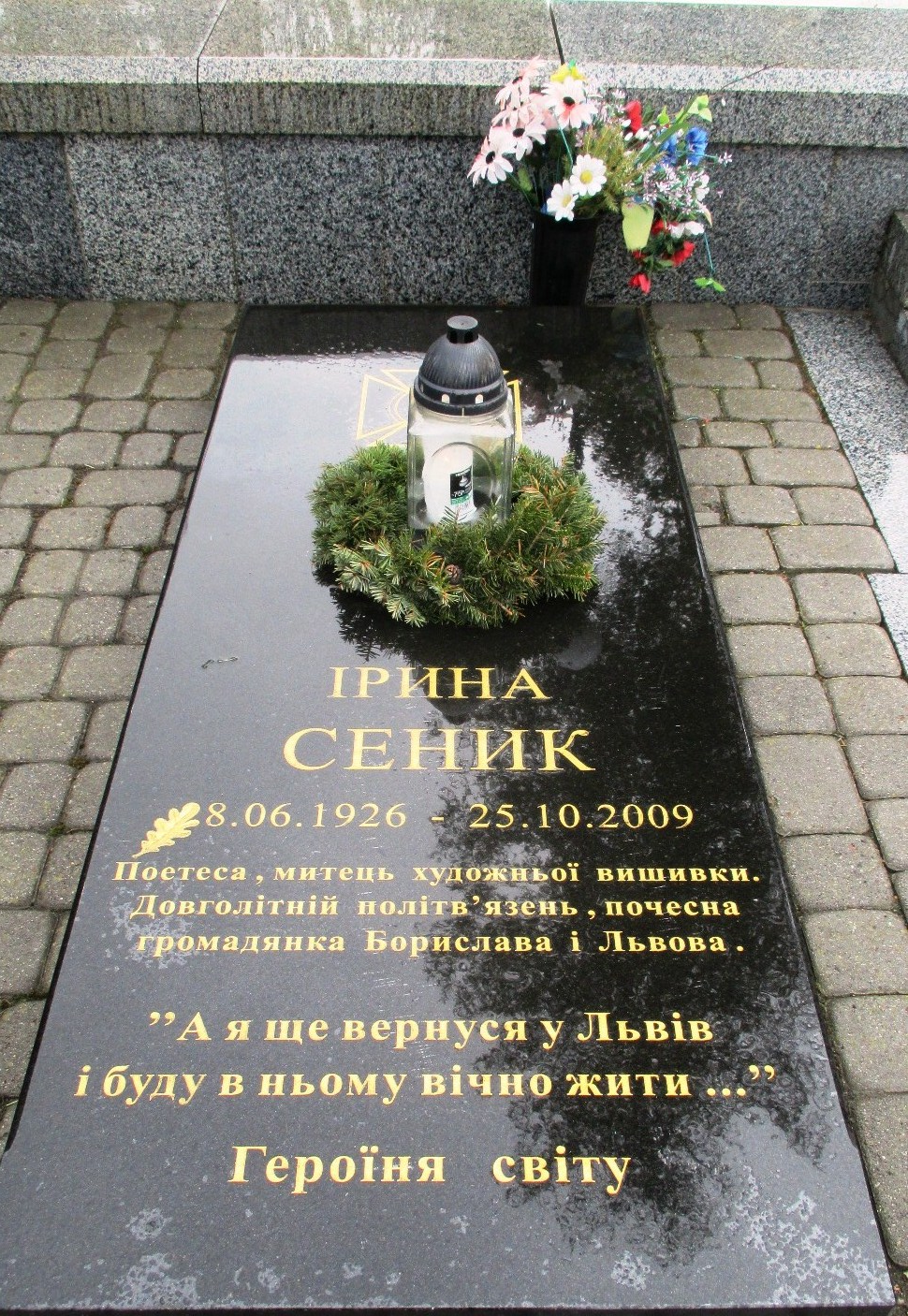
Могила Ирины Сеник

- Орден «За заслуги» III степени (26 ноября 2005 года) — за весомый личный вклад в национальное и государственное возрождение Украины, самоотверженность в борьбе за утверждение идеалов свободы и независимости, активную общественную деятельность[4][9]
- Орден «За мужество» I степени (8 ноября 2006 года) — за гражданское мужество, самоотверженность в борьбе за утверждение идеалов свободы и демократии и по случаю 30-й годовщины создание украинской общественной группы содействия выполнению Хельсинкских соглашений[4][10]

## Избранные работы
- І. Калинець, І. Сеник, С. Шабатура. Нездоланний дух: Вірші. — Балтимор: Смолоскип, 1977.
- З листа І. Сеник; Лист Ірини Сеник // Українська Гельсінкська Група. 1978—1982. Документи і матеріяли. — Торонто—Балтимор: Смолоскип, 1983. — с. 629—632.
- Сувій полотна: Поезії. Видання друге. Упорядкували Наталія Даниленко та Надія Світлична. — Нью-Йорк: Спілка, 1990. — 108 с.
- Біла айстра любови. Збірка віршів, вишивок та зразків сучасного одягу. — Видання ліґи українських католицьких жінок в Канаді при церкві Св. Димитрія. Етобіко, Онтаріо, 1992. — 160 с.
- Заґратована юність: Поезії. — Дрогобич: Відродження, 1996. — 62 с.
- Книжечка бабусі Ірини для чемної дитини. — Дрогобич, 1996.
- В нас одна Україна!: Поезії. — Дрогобич: ВФ «Відродження», 1999. — 148 с.
- Метелики спогадів. Спогади і взори до вишивання / Передм. Горнула І. — Львів: Видавництво «Мс», 2003. — 288 с., іл.